# EMD GP7

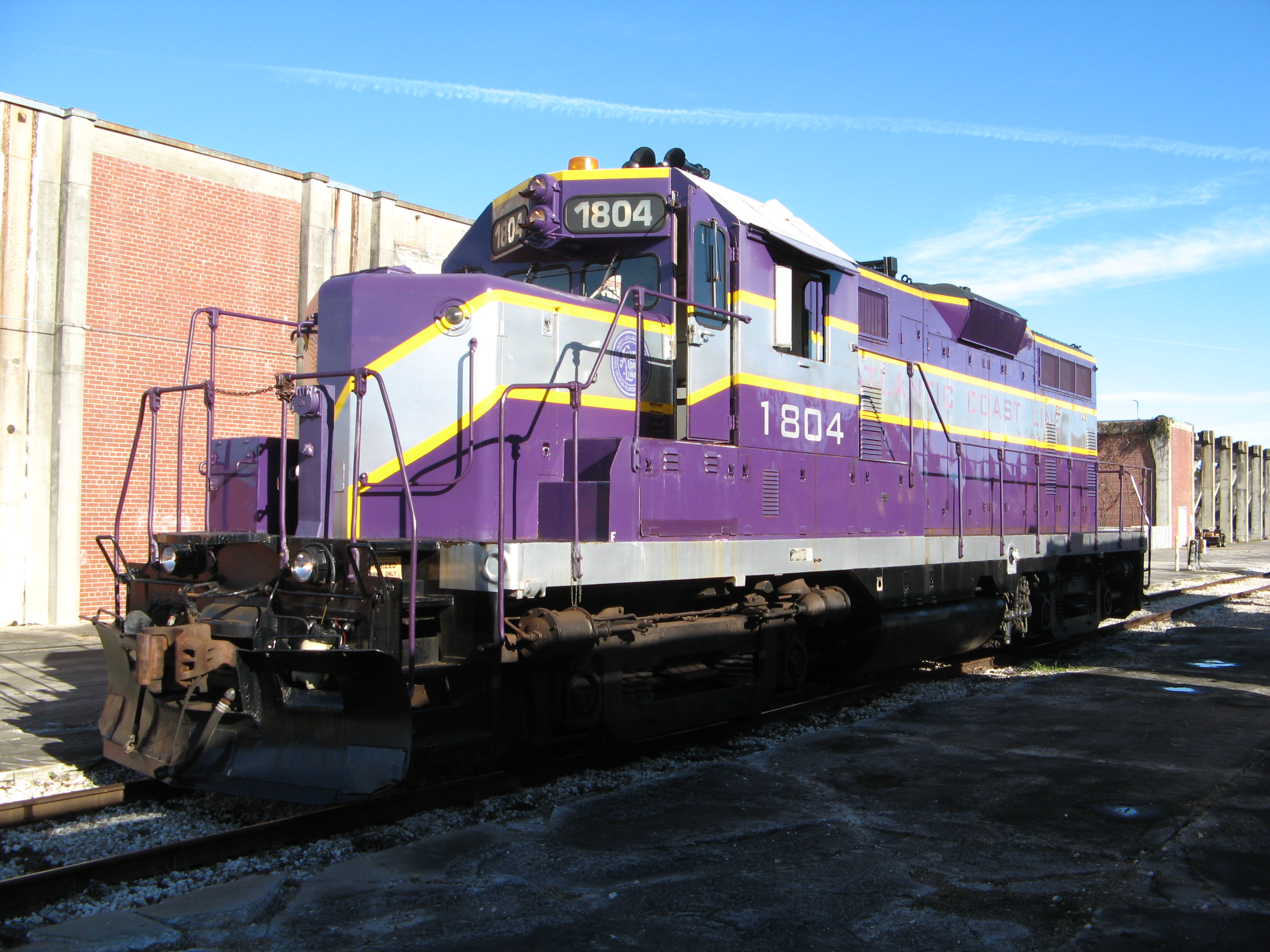
Eine EMD GP 7m der Atlantic Coast Line Railroad Nr. 1804 (Gold Coast Railroad Museum)

Die EMD GP7 ist eine Baureihe vierachsiger dieselelektrischer Lokomotiven des US-amerikanischen Lokomotivherstellers General Motors Electro-Motive Division (EMD) der GP-Serie.
Mit dieser Baureihe kam EMD den Anforderungen der Eisenbahngesellschaften nach einer sowohl im Rangier- als auch im Streckendienst einsetzbaren Maschine entgegen. Ursprünglich als Güterzuglokomotiven konzipiert, wurden einige Exemplare auch im Personenverkehr eingesetzt.
Insgesamt entstanden 2.724 Maschinen mit Führerstand (A-Einheiten) und 5 führerstandslose B-Einheiten. Letztere wurden ausschließlich von der Santa Fe geordert.

## Entwicklung
Die Maschinen der F-Serie leiteten die Ablösung der Dampflokomotiven im Güterverkehr der Eisenbahnen in Nordamerika ein. Allerdings waren sie für den lokalen Güterverkehr mit seinen umfangreichen Rangiermanövern nur bedingt geeignet. Durch die frontseitige Ausrichtung der Führerstände war die Sicht nach hinten stark eingeschränkt.
Gerade der Rangierbetrieb war mit Dampflokomotiven hochgradig unwirtschaftlich, bedingt durch lange Standzeiten und häufiges Anfahren. Durch Konkurrenzunternehmen wie die American Locomotive Company (ALCO) stand ein Lokomotivtyp zur Verfügung, der genau diese Kritikpunkte beseitigte. EMD musste nachziehen. Ein erster Versuch, einen besser geeigneten Lokkasten mit der mechanischen Ausrüstung der EMD F3 zu kombinieren, konnte im Betrieb nicht befriedigen.
Erst im Jahr 1949 stand mit der GP7 ein zu den Alco-Modellen konkurrenzfähiges Produkt auf den Schienen.

## Konstruktion
Technisch basierte die GP7 auf der F7. Veränderungen betrafen vor allem die Form der Aufbauten. Gemäß der von Chefingenieur Dick Dillworth herausgegebenen Losung Form follows function (deutsch: Die Formgebung orientiert sich am Einsatzzweck) entstand ein Entwurf, der allem, wie Dillworth es formulierte, Weihnachtsbaumschmuck und anderem Unsinn (englisch: „Christmas tree ornaments and other whimsy“) beraubt war.
Die EMD GP7 besaß eine stabilen, die gesamte Fahrzeugmasse tragenden Bodenrahmen. An Stelle des bisher üblichen Kastens traten schmale Vorbauten mit nahezu durchgehend zu öffnenden Seiten. Hierdurch wurde eine sehr wartungsfreundliche Konstruktion geschaffen, da alle Aggregate leicht von außen zugänglich waren. Die A-Einheiten besaßen einen die gesamte Fahrzeugbreite einnehmenden Führerstand, mit dem die Maschinen, im Gegensatz zu den Baureihen der E- und F-Serie in beiden Richtungen gefahren werden konnten. Die Hauptfahrrichtung als Zuglok ist dabei die mit dem kurzen Vorbau voraus. Dahinter lag der Maschinenraum mit dem Traktionsgenerator, welcher den Gleichstrom für die Fahrmotoren lieferte, und dem Dieselmotor EMD 567B. Die Typbezeichnung EMD 567 bedeutet, dass der Motor einen Hubraum pro Zylinder von 567 Kubikzoll hatte. Die Fahrzeuge der frühen GP-Serien besaßen Sechzehnzylindermotoren.
Der Kraftstofftank war zwischen den Drehgestellen angeordnet und fasste 4542 Liter Dieselöl. Entlang der Motorverkleidung war beidseitig ein Laufgang für den Rangierer angeordnet. So konnte dieser vom Führerstand direkt zu den beiden Fahrzeugenden gelangen.

## Ausrüstung
Auf Kundenwunsch wurden die Maschinen mit Zusatzausstattung geliefert. Viele Modelle wurden mit einer Widerstandsbremse geliefert. Hierbei wird die Bewegungsenergie durch die Fahrmotoren in elektrische Energie umgewandelt und mit dieser dann über Bremswiderstände Wärme erzeugt. Hierdurch konnte der Bremsverschleiß verringert werden, da die Widerstandsbremse verschleißfrei arbeitet. Zur Abgabe der Wärme an die Umgebung besaßen die derart ausgerüsteten Lokomotiven einen zusätzlichen Dachlüfter, anfangs mit einem Durchmesser von 36 Zoll (914 mm). Später wurde der Durchmesser des Lüfters auf 48 Zoll (1.219 mm) vergrößert. Lokomotiven mit Widerstandsbremse sind an den zusätzlichen Lüftungsgittern in der Mitte des Fahrzeugs zu erkennen.
Einige Maschinen waren mit einem zusätzlichen Heizkessel für die Zugheizung ausgerüstet. Hierdurch war ein Einsatz vor Personenzügen möglich. Bei den Maschinen mit Heizanlage war der Kessel im kurzen Vorbau eingebaut. Erkennbar ist dies an der zusätzlichen Abgasanlage.